# Битва за Харьков (2022)
Би́тва за Ха́рьков (укр. Битва за Харків) — боевые действия в городе Харькове и Харьковской области между Вооружёнными силами РФ и Вооружёнными силами Украины в ходе вторжения России на Украину.
Россия атаковала Харьков в первые дни вторжения. В результате атак население региона очень сильно пострадало — в середине марта 2022 года власти Харькова заявили, что в результате ударов РФ по жилым домам и общественным зданиям были убиты по меньшей мере 500 мирных жителей. По их же данным, к началу 2023 года российскими обстрелами повреждены более 4000 домов Харькова, из которых почти треть — прямым попаданием.

## Силы сторон

### Россия
- 1-я гвардейская танковая армия[9];
- 6-я общевойсковая армия[10];
- 3-й армейский корпус[11];
- 25-я отдельная гвардейская мотострелковая бригада[12][13];
- 138-я гвардейская мотострелковая бригада[6];
- 5-я отдельная гвардейская танковая бригада[6];

## Боевые действия

### Февраль
24 февраля

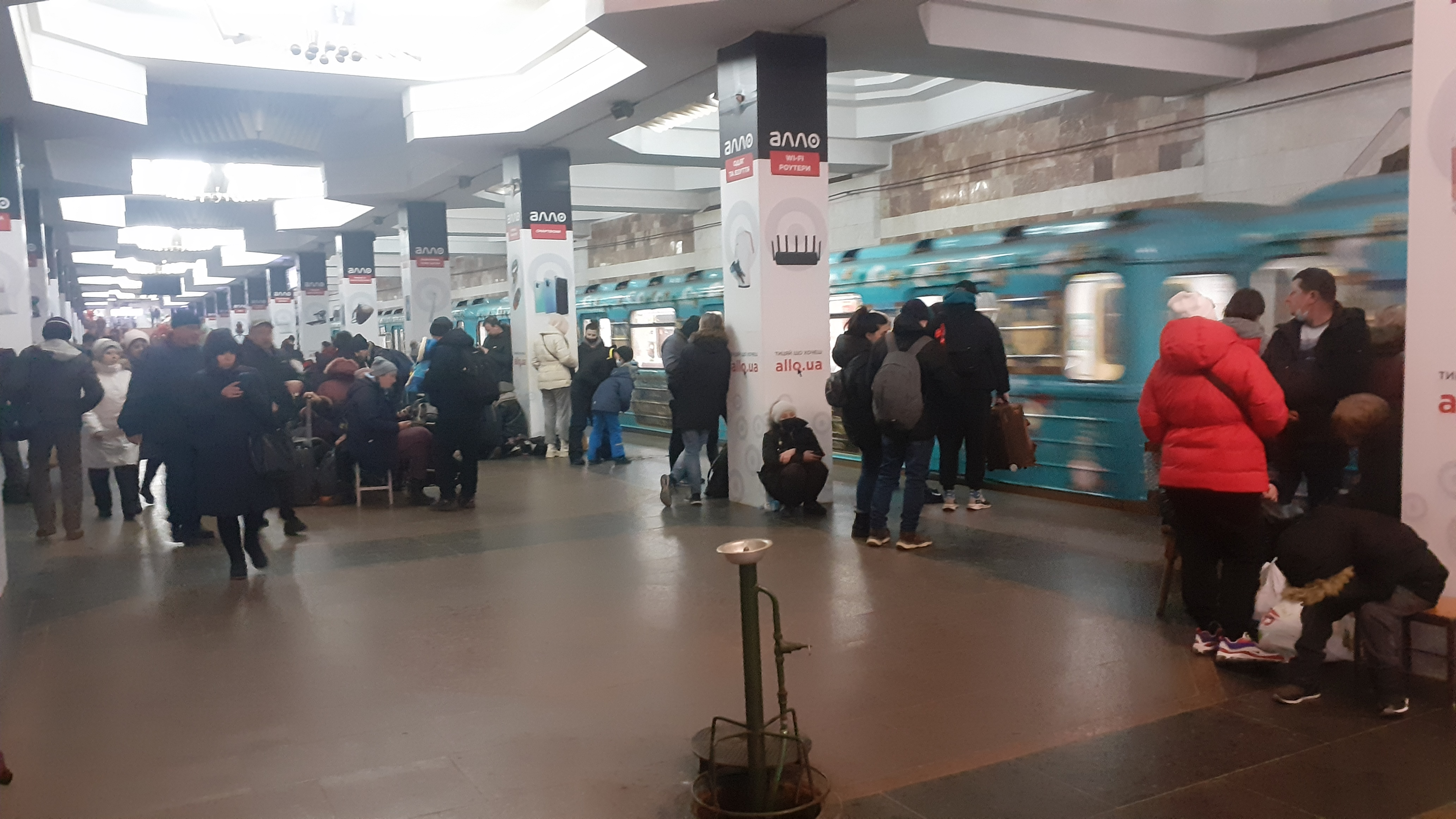
Станция метро «Героев труда», превращённая в бомбоубежище после начала обстрелов и боёв за Харьков (24 февраля 2022)

Российская 6-я армия начала атаку на Харьковскую область в 4:58 утра. Российские силы обстреляли артиллерией и РСЗО украинские позиции, оставленные украинской армией в ходе боевого отхода. Около 6 утра длинные колонны российской техники пересекали украинскую границу. В одном из первых боестолкновений на дороге М-20 в пяти-шести километрах на юг от границы бойцы украинской 92-й мехбригады поразили российские бронеавтомобиль Тигр, несший украинский флаг, БМП-2 и МТЛБ. Россияне повредили украинский БТР-4. Отряд россиян перегруппировался и продолжил наступление. Следующая засада украинских сил уничтожила три танка и несколько МТЛБ. Россияне перегруппировались и продолжили движение на юг, попав в следующую засаду. К моменту, когда ведущие машины колонны достигли Дергачей и Лесного на харьковской окружной, россияне потеряли более 20 бронемашин и танков. Украинские силы понесли потери в 2 или 3 бронемашины.
Государственная пограничная служба Украины сообщила, что ВС РФ атаковали государственную границу, в том числе в пределах Харьковской области, с применением тяжёлой техники, артиллерии и стрелкового оружия.
Российские войска предприняли попытку фронтальной атаки по Харькову с северо-запада. На ключевых дорогах из России в Харьков происходили тяжёлые бои. Украинским силам удалось уничтожать российские танки противотанковыми комплексами «Javelin». Около 12:00 части 1-й танковой армии РФ подошли на окраины Харькова, но войти в город им не удалось.
25 февраля
Местная власть сообщила, что в 9:00 российские войска заходят на окраины города с нескольких направлений. Россия задействовала части 25-й отдельной гвардейской мотострелковой бригады. Войска пересекли границу ещё в нескольких местах к западу от Харькова, включая участки около Ахтырки и Сум. Несколько районов города были обстреляны ракетами с кассетными боеприпасами, вследствие чего не менее 9 мирных жителей погибли и 37 получили ранения.
26 февраля
Российские танки и мотострелковые части продолжили атаковать город в попытках зайти в него. В 11:00 россияне зашли в Волохов Яр. Украинские силы взяли в плен военнослужащих 2-й гвардейской мотострелковой дивизии и 138-й гвардейской мотострелковой бригады в неуточнённом месте где-то около Харькова.
27 февраля — бой у 134-й школы

Утром российская пехота без тяжёлой бронетехники впервые зашла в Харьков, но закрепиться этим группам не удалось. Украинские войска заявили об отражении в результате тяжелых боёв ночных атак российских мотострелковых групп, включая 25-ю мотострелковую бригаду, из которой удалось взять пленных.
Согласно расследованию The Insider, спецназ ГРУ РФ получил приказ «войти в Харьков и объединиться с пророссийски настроенными отрядами местных жителей. Затем, согласно боевой задаче, нужно было захватить здание городского управления СБУ и повесить российский флаг.» Российские военные в Харькове пророссийских украинских ополченцев не встретили. Отряд РФ заблокировали бойцы 92-й бригады ВСУ, спецназ полиции «КОРД», отряд «Омега» и бойцы теробороны.

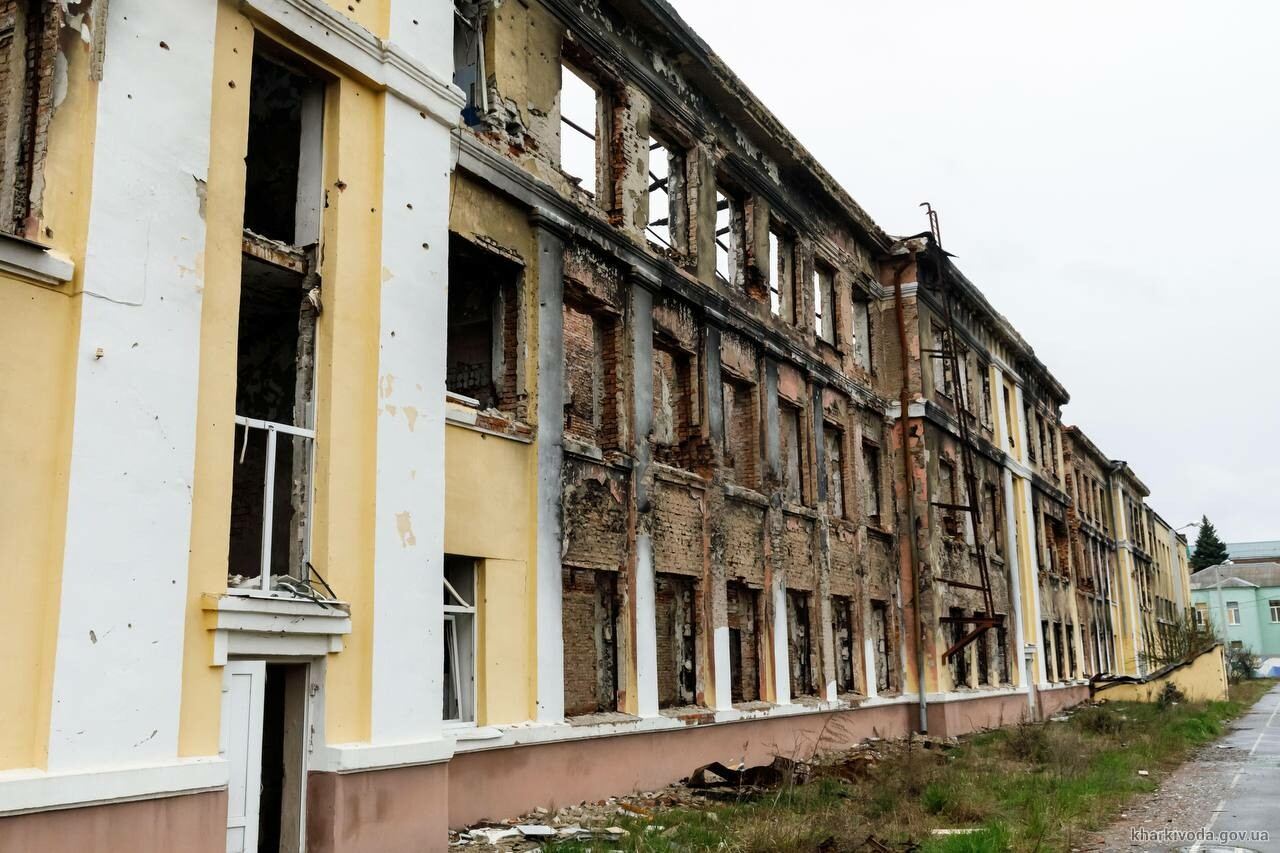
134-я школа Харькова после боёв

Водитель одного из БТР россиян был взят в плен, остальные укрылись в 134-й школе, где в течение 10 часов ждали подкрепления. Украинцы по захваченной рации предлагали им сдаться и получили отказ. После этого укрывшаяся в школе группа была уничтожена из танка. В школе начался пожар, выбегавшие солдаты РФ были убиты или взяты в плен. Среди убитых были командир группы капитан Александр Жихарев и старший лейтенант Максим Серафимов, которого пропаганда РФ записала в командиры вместо Жихарева и приписала подвиг «уничтожил 30 противников и накрыл своим телом гранату». Всего россияне понесли потери в 20 убитых, пятерых из отряда взяли в плен местные жители. Пленный сержант Максим Веретехин на допросе сказал: «нам говорили, что будет, как в Крыму».
Украинцы потеряли одного погибшего (сержант Вадим Андриевский) и пятерых раненых.
Российские войска начали обстрелы жилых кварталов Харькова, а также доставили на харьковское направление дополнительные единицы артиллерии, включая термобарическую.
28 февраля
Россияне использовали для удара по Харькову истребитель-бомбардировщик Су-34, а также неизбирательно обстреливали город ствольной артиллерией и реактивными системами залпового огня (РСЗО). Эти обстрелы были интенсивнее предыдущих и направлены на густонаселённые районы города, в первую очередь Салтовку, 6-й микрорайон и Горизонт. При этом российские войска использовали РСЗО «Смерч» с кассетными боеприпасами. Обстрелы вызвали не менее 24 пожаров и гибель не менее 11 мирных жителей.
По состоянию на 28 февраля от обстрелов пострадали 87 домов Харькова.

### Март
1 марта
Утром Вооружённые силы РФ нанесли ракетный удар по центру Харькова. Мощный взрыв произошёл рядом со зданием Харьковской областной государственной администрации на площади Свободы. Ракета попала на видео и, по данным группы Bellingcat, выглядит как крылатая ракета «Калибр». Через 5-7 минут, когда прибыли спасатели, по зданию ударила вторая ракета. По данным главы администрации Олега Синегубова, погибли 29 человек. Были повреждены и соседние здания; разрушено в том числе консульство Словении. Министерство иностранных дел Словении вызвало российского посла и потребовало извинений и финансовой компенсации.
Повреждения также получили оперный театр, филармония и жилые дома. При обстреле города погиб, среди прочих, студент-медик из Индии.
Также российские войска продолжили наносить по Харькову авиаудары, вести обстрелы с применением ствольной артиллерии и РСЗО, заявлялось о случаях применения термобарического оружия. Наземные силы расположились рядом с городом.
2 марта

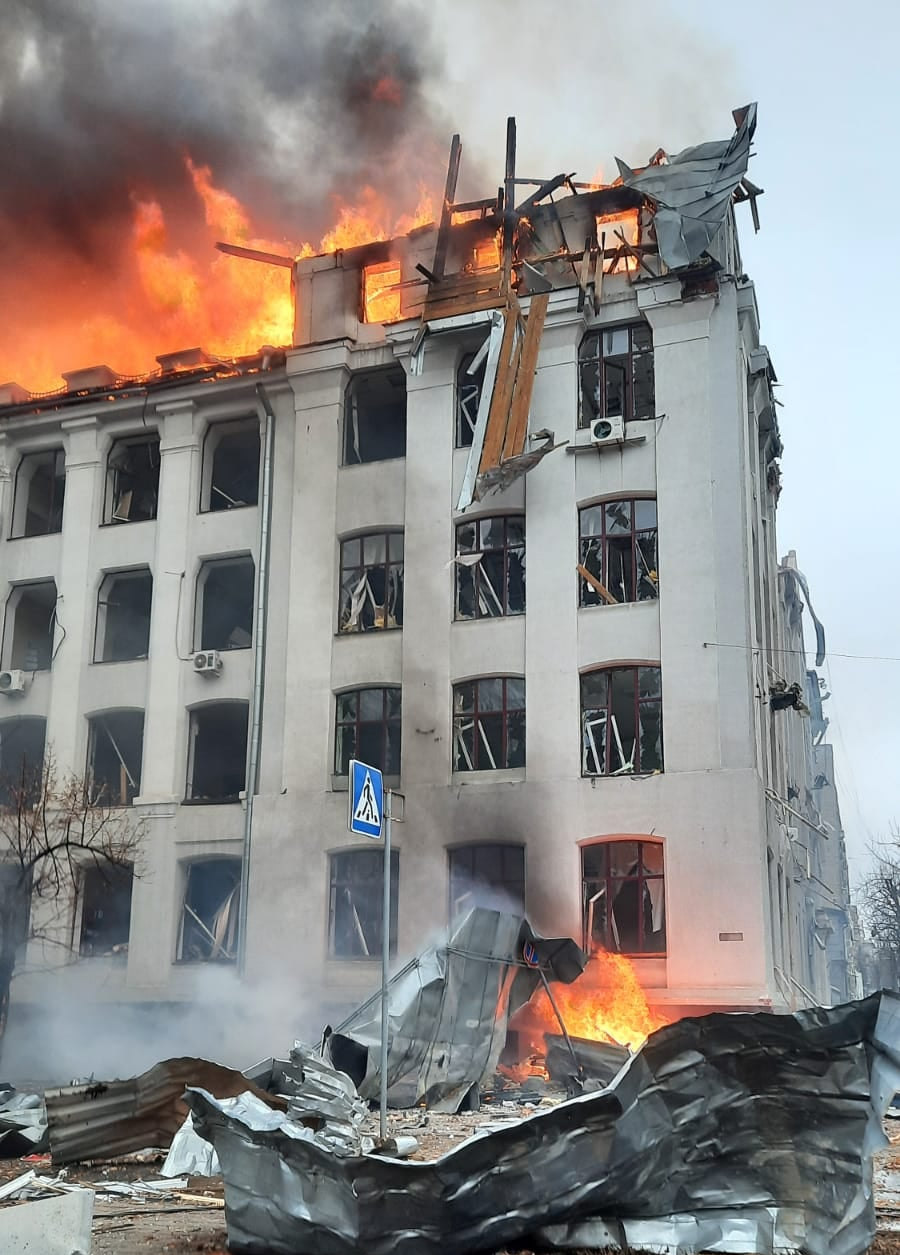
Здание экономического факультета Харьковского университета после ракетного удара 2 марта 2022 года

Российская авиация интенсивно наносила удары по Харькову. Были разрушены, в частности, здания областного управления полиции (одно из самых больших зданий сталинской эпохи в Харькове) и здание экономического факультета ХНУ (бывший Дом Наркомтруда). Был повреждён, среди прочих зданий, Успенский собор, где укрывались местные жители. Кроме того, российские войска продолжили целенаправленное уничтожение гражданской инфраструктуры артиллерией, реактивными системами залпового огня и ракетами «Калибр», что привело ко многочисленным жертвам среди мирного населения.
Повреждения также получили Дворец Труда, расположенный рядом на площади Конституции, и многоэтажные жилые дома.
Наземные войска возобновили фронтальные атаки. По состоянию на 18:00, согласно сообщению местных властей, отражена атака на Военно-медицинский клинический центр Северного региона.
3 марта

Генеральный штаб Украины заявил, что 6 батальонных тактических групп (БТГ), расположенных вокруг Харькова, перешли к обороне, однако также там предположили, что три БТГ скорее всего попробуют окружить город с юга. Также Генштаб сообщил о нанесении украинскими самолётами Су-24 и Су-25 ударов в Харьковской области.

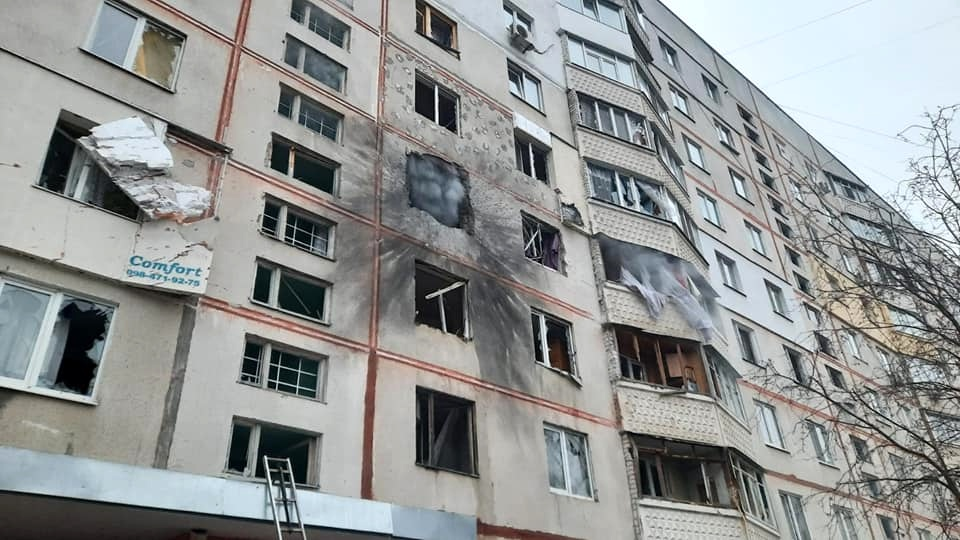
Жилой дом на Северной Салтовке после обстрела 3 марта

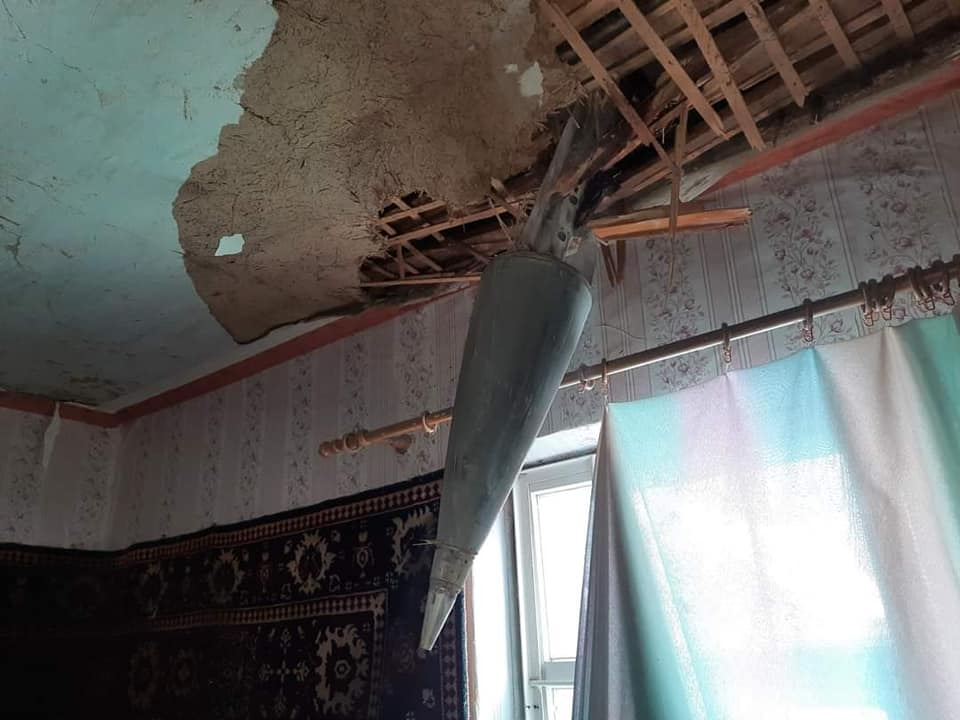
Ракета, застрявшая в потолке квартиры

Российские войска продолжили обстрелы гражданской инфраструктуры Харькова с применением реактивных систем залпового огня, ствольной артиллерии, кластерных боеприпасов и ракет «Калибр». Удары были нанесены по жилому массиву Северная Салтовка, в результате которых, по сообщению украинского издания «Украинская правда», к работам по тушению пожаров и спасению людей были привлечены 70 человек и 20 единиц техники. А по сообщению Харьковского аэроклуба по аэродрому «Коротич» был нанесён авиаудар, в результате которого из строя были выведены самолёты и инфраструктура аэродрома.
6 марта
В 23:15 российским ракетным ударом было уничтожено почётное консульство Албании. Сотрудники находились в безопасном месте и не пострадали. Министерство иностранных дел Албании осудило нападение.
В тот же день было обстреляно почётное консульство Азербайджана. По данным МИД страны, зданию нанесён серьёзный ущерб; пришёл в негодность и автомобиль сотрудника. Сами сотрудники были заранее эвакуированы. Консульство потребовало у России объяснений; депутаты азербайджанского парламента Фазаиль Агамалы и Джейхун Мамедов заявили, что это агрессия против Азербайджана.
6-7 марта, согласно выводам The New York Times, украинские войска впервые с 24 февраля применили кассетные боеприпасы, обстреляв посёлок Гусаровка Харьковской области ракетами «Ураган» с кассетными головными частями. Жертв не было. Эксперт по проблемам вооружений Human Rights Watch Мэри Уэрхэм заявила, что «неудивительно, но тревожно слышать о том, что появились доказательства использования Украиной кассетных боеприпасов в этом конфликте»[уточнить].
Подразделения российской 105-й авиационной дивизии участвуют в войне с Украиной. Подполковник Максим Криштоп, пилот 47 авиационного полка, бомбил Харьков свободнопадающими 500 кг авиабомбами ФАБ-500. Был сбит и взят в плен. Осужден в Украине за совершение военных преступлений. В начале 2023 в ходе обмена пленными вернулся в Россию. По утверждению прокуратуры Украины, приказы на бомбардировки жилых кварталов Харькова отдавал командующий 6-й армией ВВС генерал Маковецкий.
10 марта
По данным Госатомрегулирования Украины, в результате бомбардировок была обесточена исследовательская ядерная установка «Источник нейтронов» в Харьковском физико-техническом институте. Есть и поверхностные повреждения здания. С 24 февраля установка была переведена в глубокое подкритическое состояние. 26 марта здание установки было повреждено обстрелом. По данным на 28 марта, пострадали здание исследовательского центра, теплоизоляция и зал для проведения экспериментов, но ядерные материалы остались нетронутыми.
Взрывная волна от ракеты повредила Харьковскую хоральную синагогу.
11 марта
В селе Оскол Харьковской области, по словам главы обладминистрации Олега Синегубова, российскими войсками был обстрелян психоневрологический интернат. Жертв не было, так как пациенты и сотрудники находились в укрытии.
14 марта

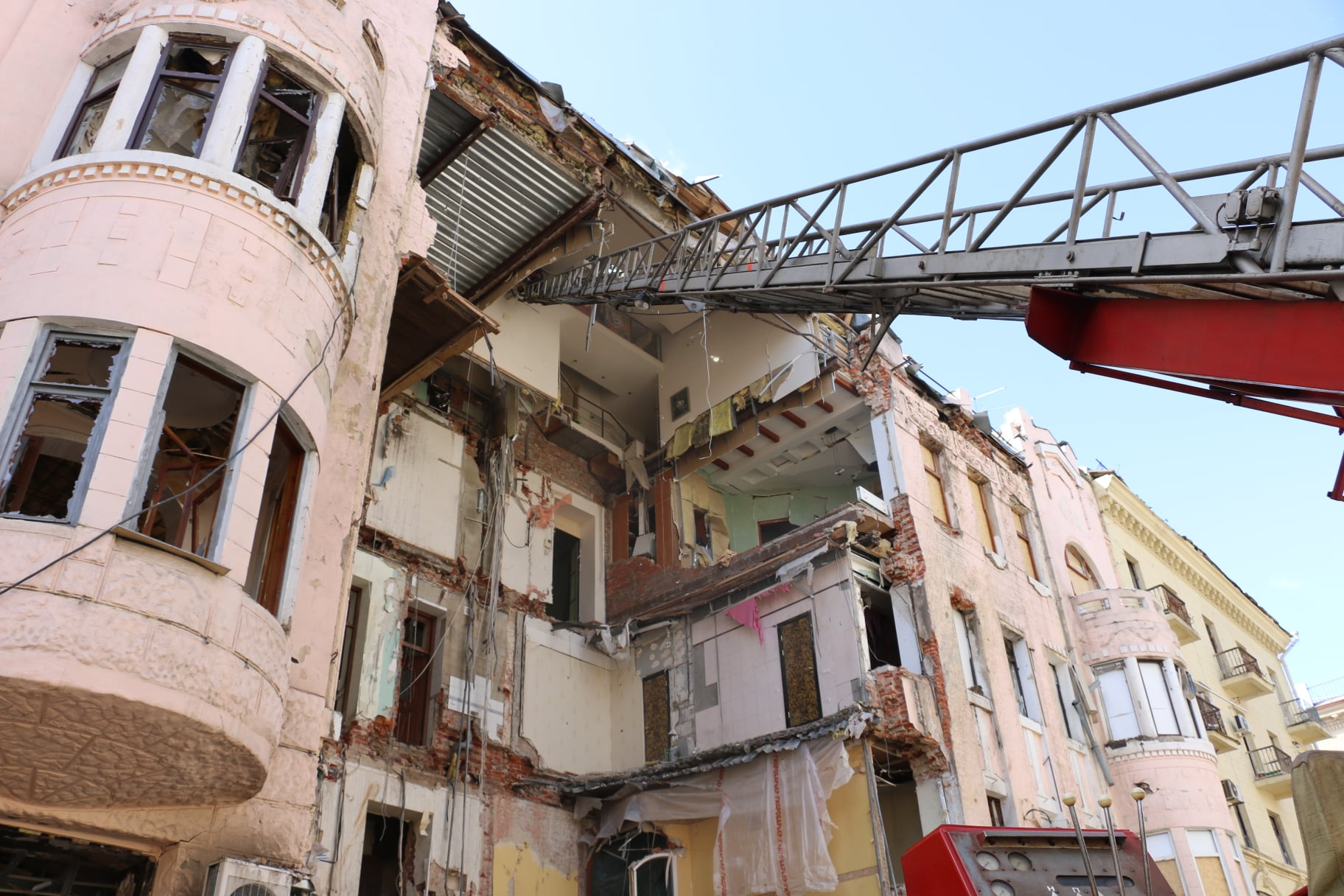
Доходный дом Масловского после ракетного удара 14 марта

Утром 14 марта ракетно-бомбовый удар по центру Харькова разрушил доходный дом Масловского — четырёхэтажный жилой дом на улице Свободы, памятник архитектуры 1911 года. В результате удара погибли как минимум два человека.
17 марта

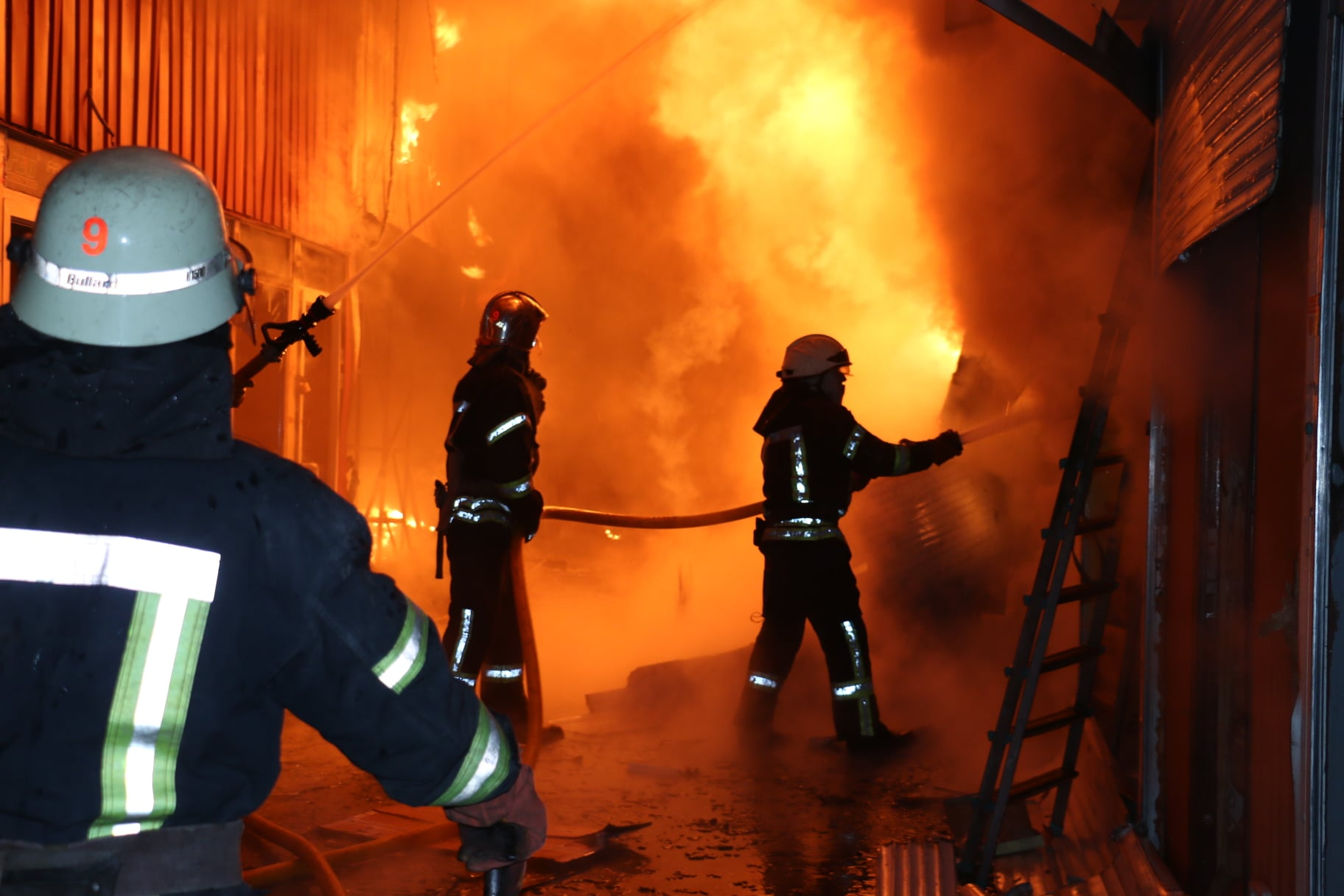
Пожар после обстрела Барабашова

Российскими войсками был обстрелян рынок Барабашово, крупнейший в Восточной Европе. В нескольких местах рынка начались пожары, которые распространились на близлежащие дома; огонь охватил около 7 гектаров. Во время тушения пожара рынок обстреляли повторно, убив одного пожарного и ранив ещё одного сотрудника ГСЧС.
В городе Мерефа близ Харькова ракетным обстрелом были разрушены школа и дом культуры. 21 человек погиб, 25 ранены.
18 марта

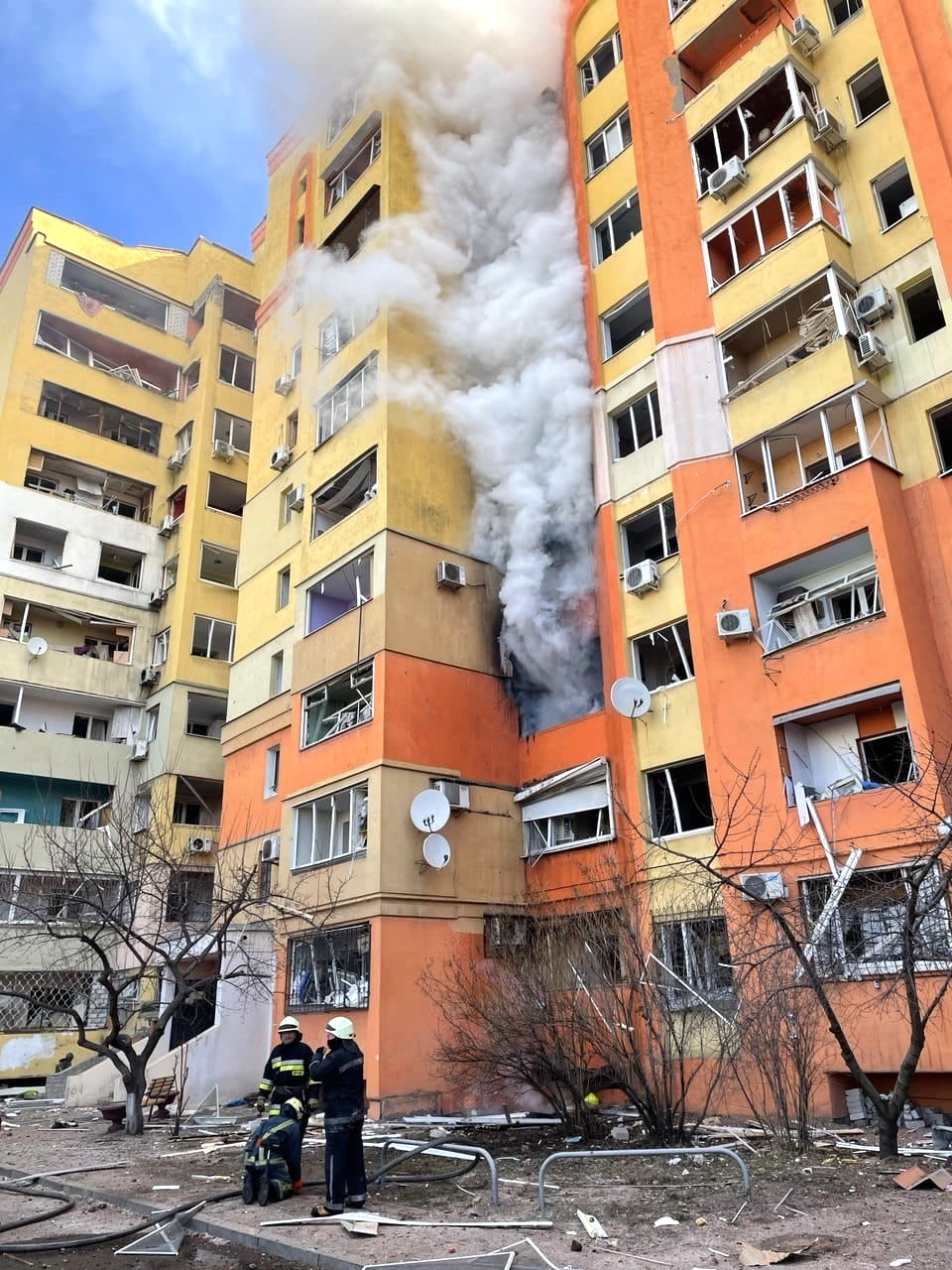
Дом, повреждённый 18 марта

Российский обстрел частично разрушил корпус Института государственного управления.
В результате российского обстрела Северной Салтовки погиб 96-летний Борис Романченко — узник 4 нацистских концлагерей, занимавшийся сохранением памяти о преступлениях нацизма.
22 марта
По словам главы областной военной администрации Олега Синегубова, в ночь на 22 марта было зафиксировано 84 обстрела, от которых пострадали районы Салтовки, Даниловки, Холодной Горы и район ХТЗ.
23 марта
Российской армией был обстрелян Мемориал жертвам тоталитаризма в Харьковском лесопарке.
26 марта
Российским обстрелом был повреждён мемориал жертвам нацизма в Дробицком Яру под Харьковом.
29 марта

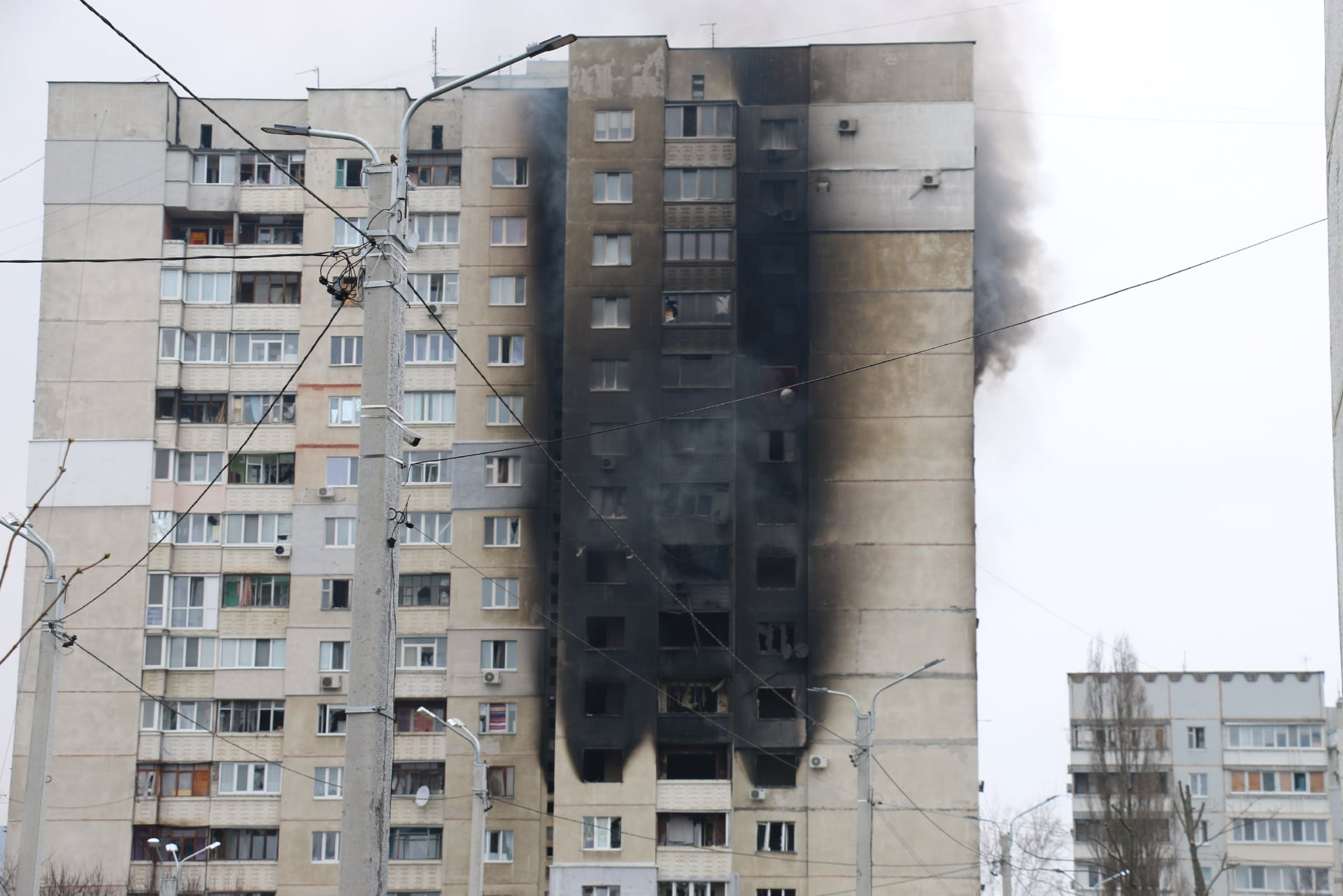
Дом на Северной Салтовке после обстрелов 31 марта

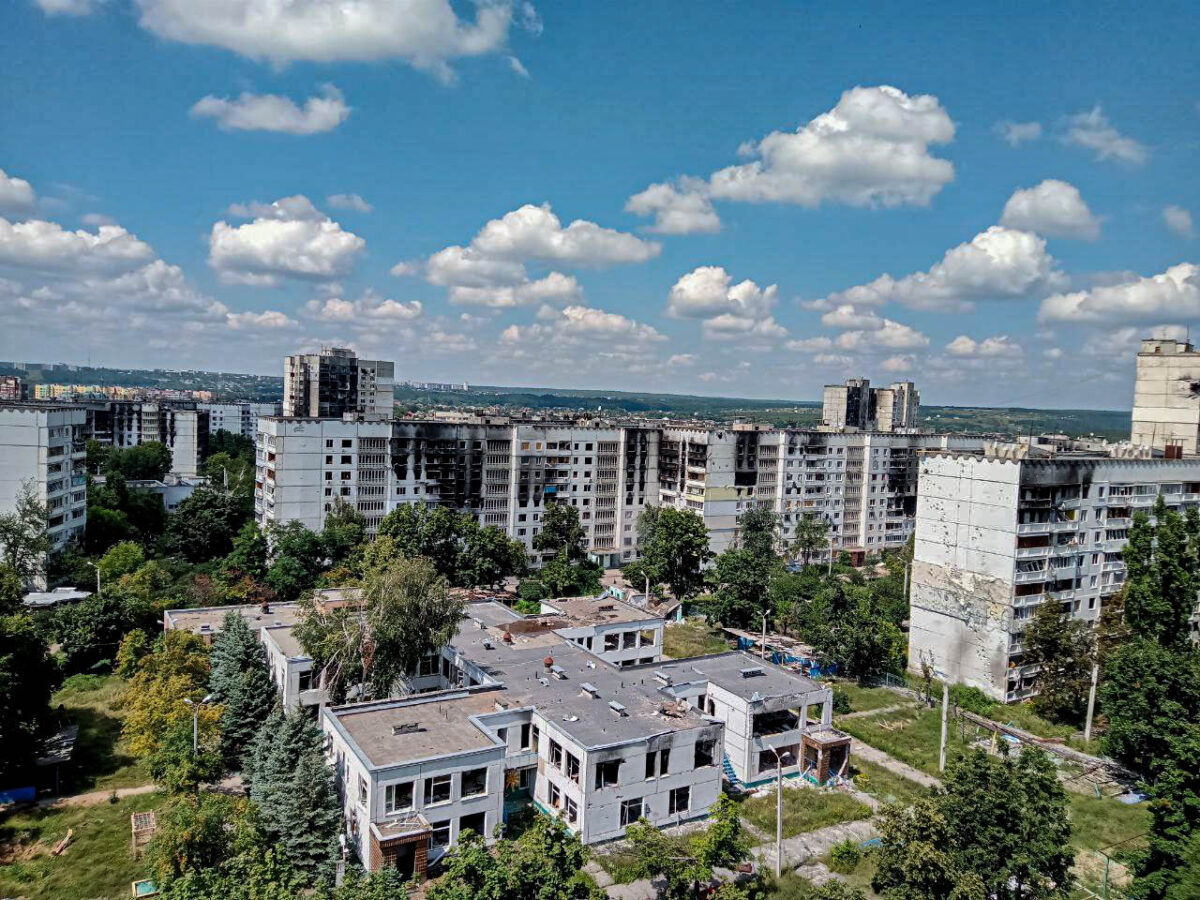
Северная Салтовка после боёв

Human Rights Watch сообщила об использовании Россией в Харьковской области противопехотных мин ПОМ-3, запрещённых Оттавским договором (не подписанным Россией). По данным Генштаба ВСУ, под Харьковом погиб командир российской 200-й отдельной мотострелковой бригады Денис Курило.

### Май
8 мая
Стало известно о том, что российские части оставили ряд населённых пунктов севернее Харькова.
14 мая
ISW сообщил, что «Украина, похоже, выиграла битву за Харьков». Городской голова Харькова сказал Би-би-си: «За последние пять дней в городе не было обстрелов. Была только одна попытка со стороны россиян нанести ракетный удар по городу в районе харьковского аэропорта, но ракета была ликвидирована ПВО Украины».
17 мая
По заявлению украинских властей, в полученных в ходе боёв российских документах был обозначен утерянным на Харьковском направлении 131 танк.

### Июнь
2 июня

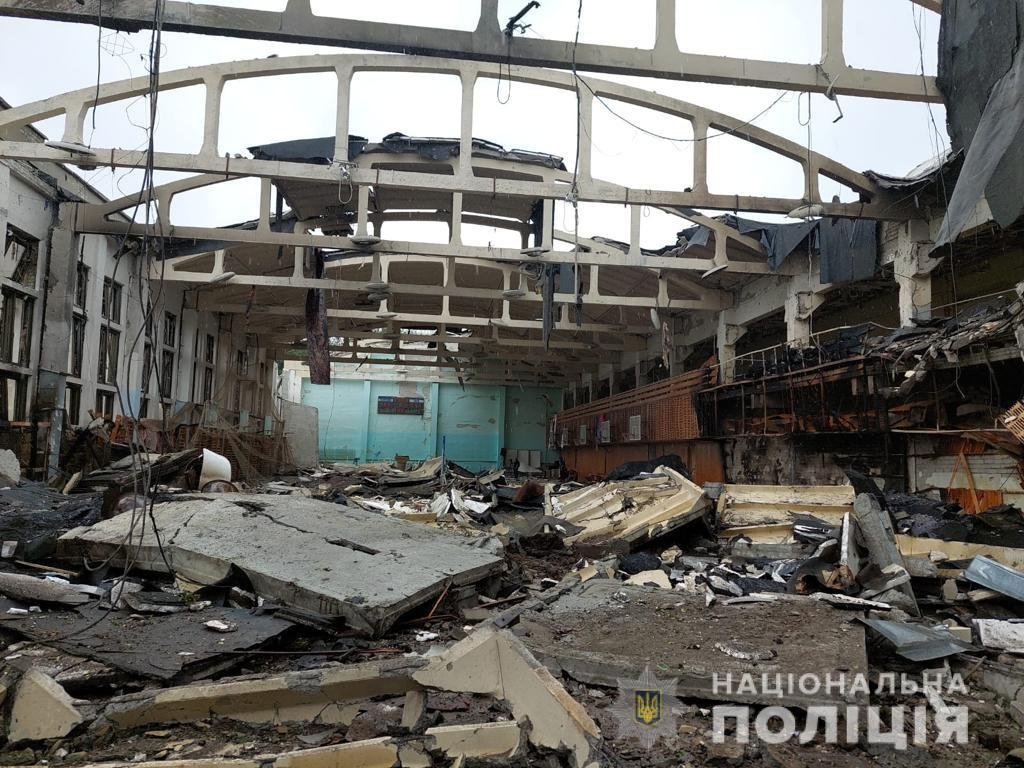
Спорткомплекс Харьковского политехнического института после обстрела

Российским обстрелом разрушена школа, где находился музей Сергея Есенина.
24 июня
Российским ракетным ударом разрушен спорткомплекс Харьковского политехнического института.
26 июня
Остатки реактивного снаряда от РСЗО «Ураган» с кассетной боевой частью повредили здание Харьковской областной клинической травматологической больницы (что стало как минимум пятым обстрелом этого больничного комплекса).

### Июль
11 июля

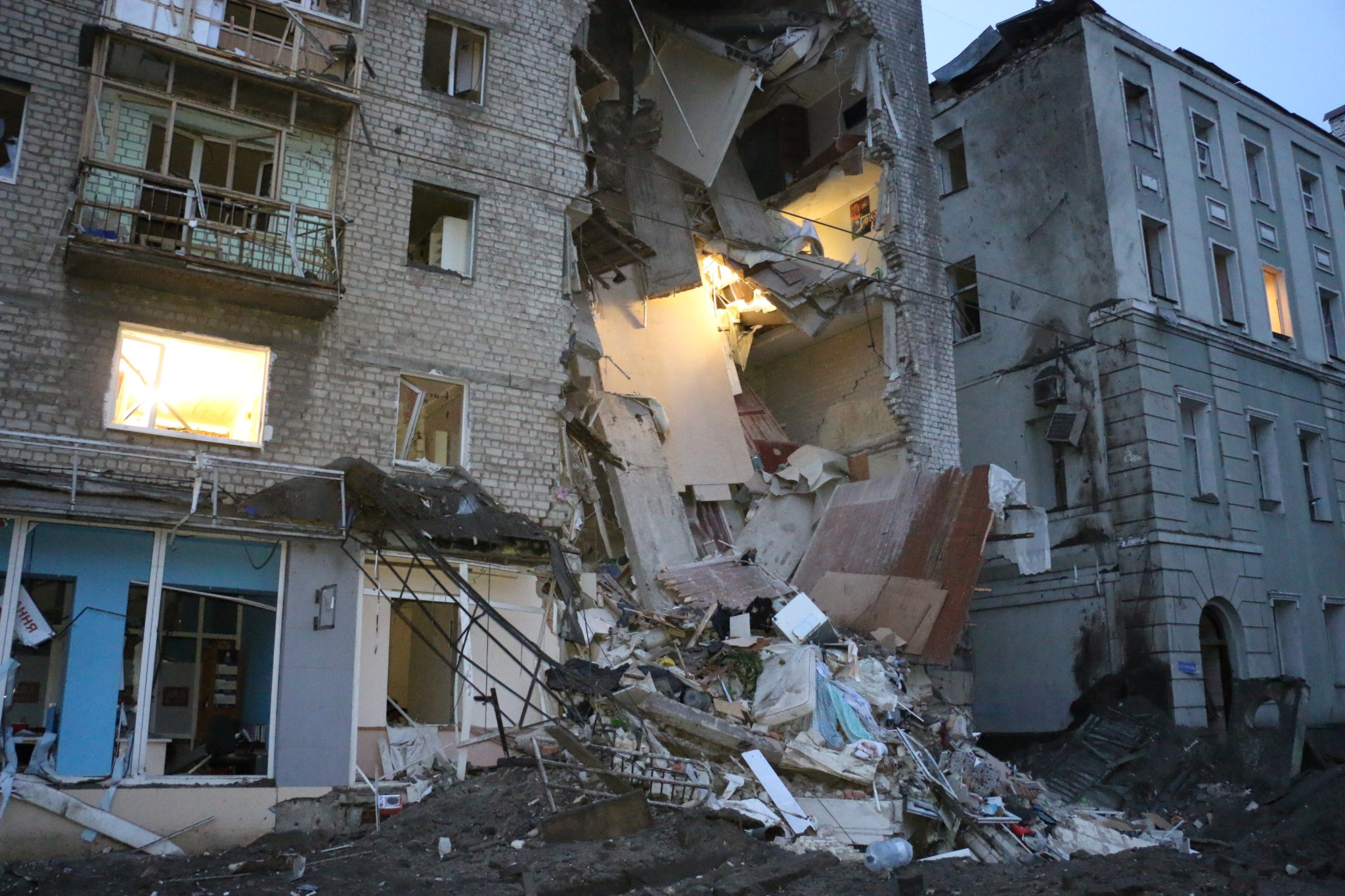
Последствия обстрела Харькова 11 июля

По данным властей, в результате обстрела Харькова российским оружием погибли по меньшей мере три человека, поскольку атаки усилились после периода относительного затишья. Также сообщалось о ранении 31 человека.
21 июля
Российские войска обстреляли рынок Барабашово — по данным полиции и властей, кассетными боеприпасами из РСЗО «Ураган». Не менее 23 человек были ранены и не менее троих погибли. Кроме того, по данным властей и очевидцев, пострадали мечеть, медицинское учреждение, автобусная остановка, спортзал и жилой дом.

### Август
17 августа

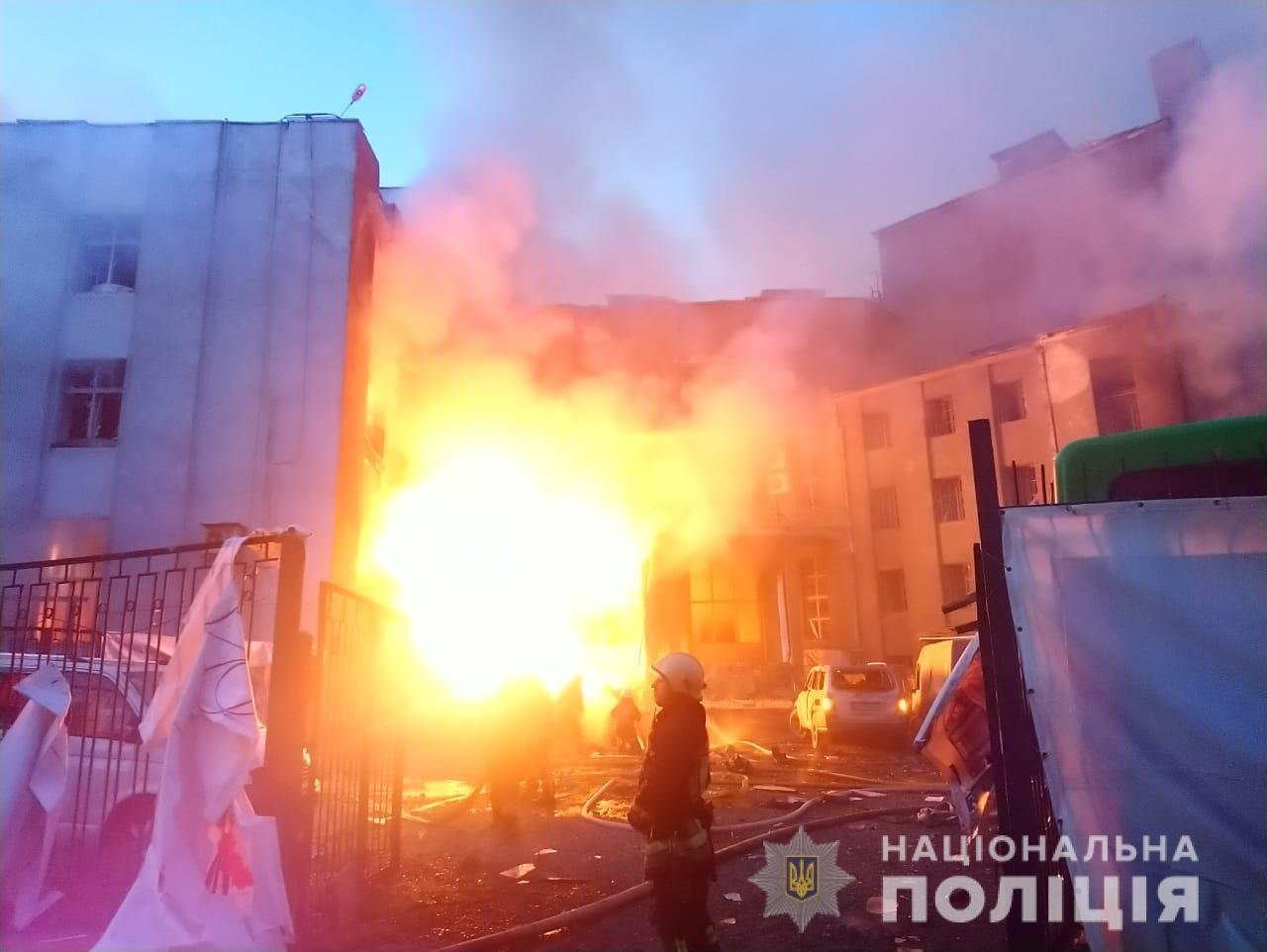
Дворец культуры железнодорожников после обстрела

По двум общежитиям города был нанесен ракетный удар, убивший 25 человек (включая ребёнка) и ранивший 44, включая трёх детей.
18 августа
Ракетному обстрелу с территории Белгородской области подвергся Дворец культуры железнодорожников — памятник архитектуры конструктивизма, построенный 90 лет назад.
19 августа

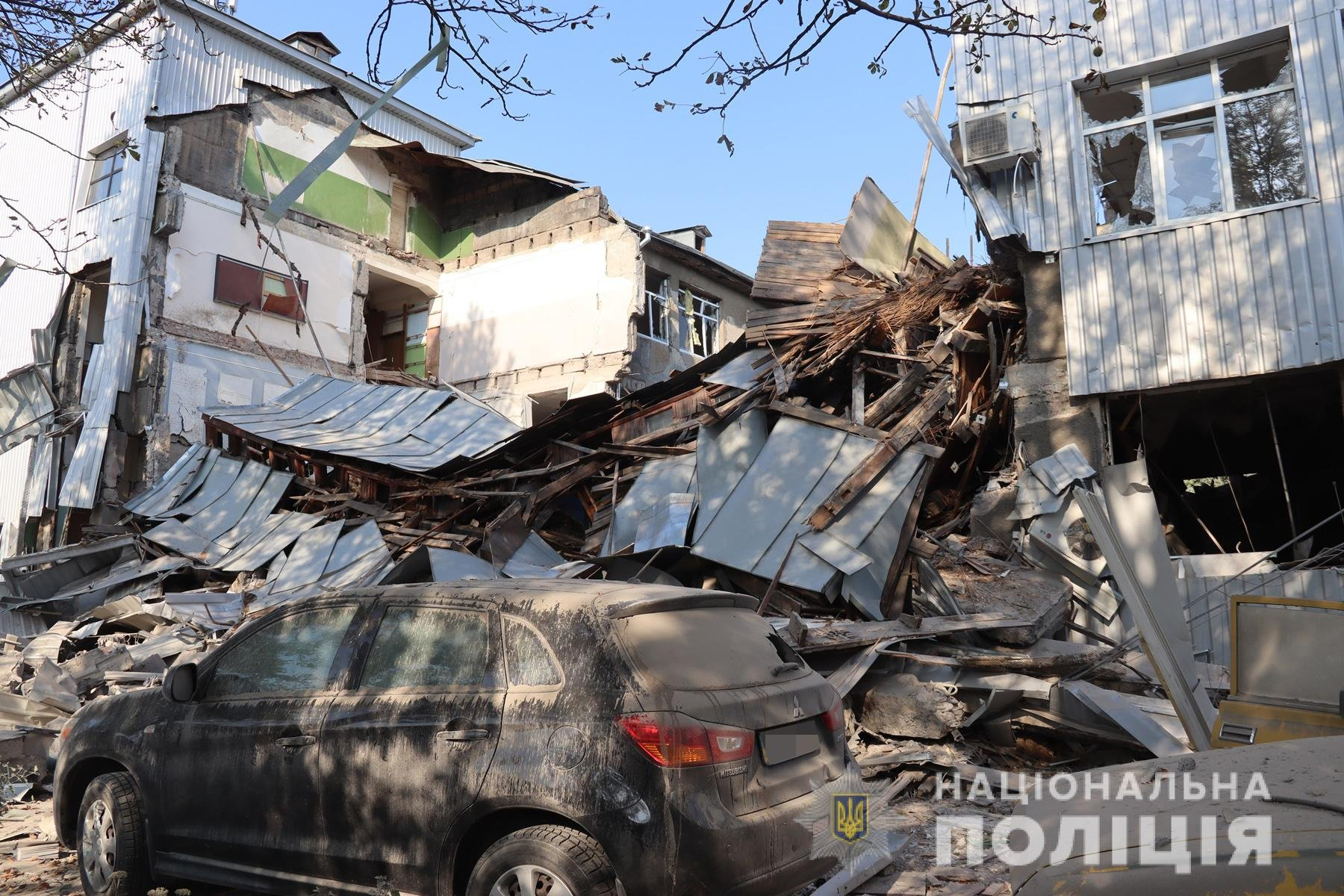
Корпус Харьковского политехнического института после обстрела

Обстрелом из Белгорода разрушено одно из зданий Харьковского политехнического института. Погиб один человек.
30 августа
30 августа от обстрела центра города российскими военными погибли пять и были ранены семь жителей Харькова.

### Сентябрь
2 сентября
Российским ракетным ударом частично разрушен дворец спорта «Локомотив».
11 сентября

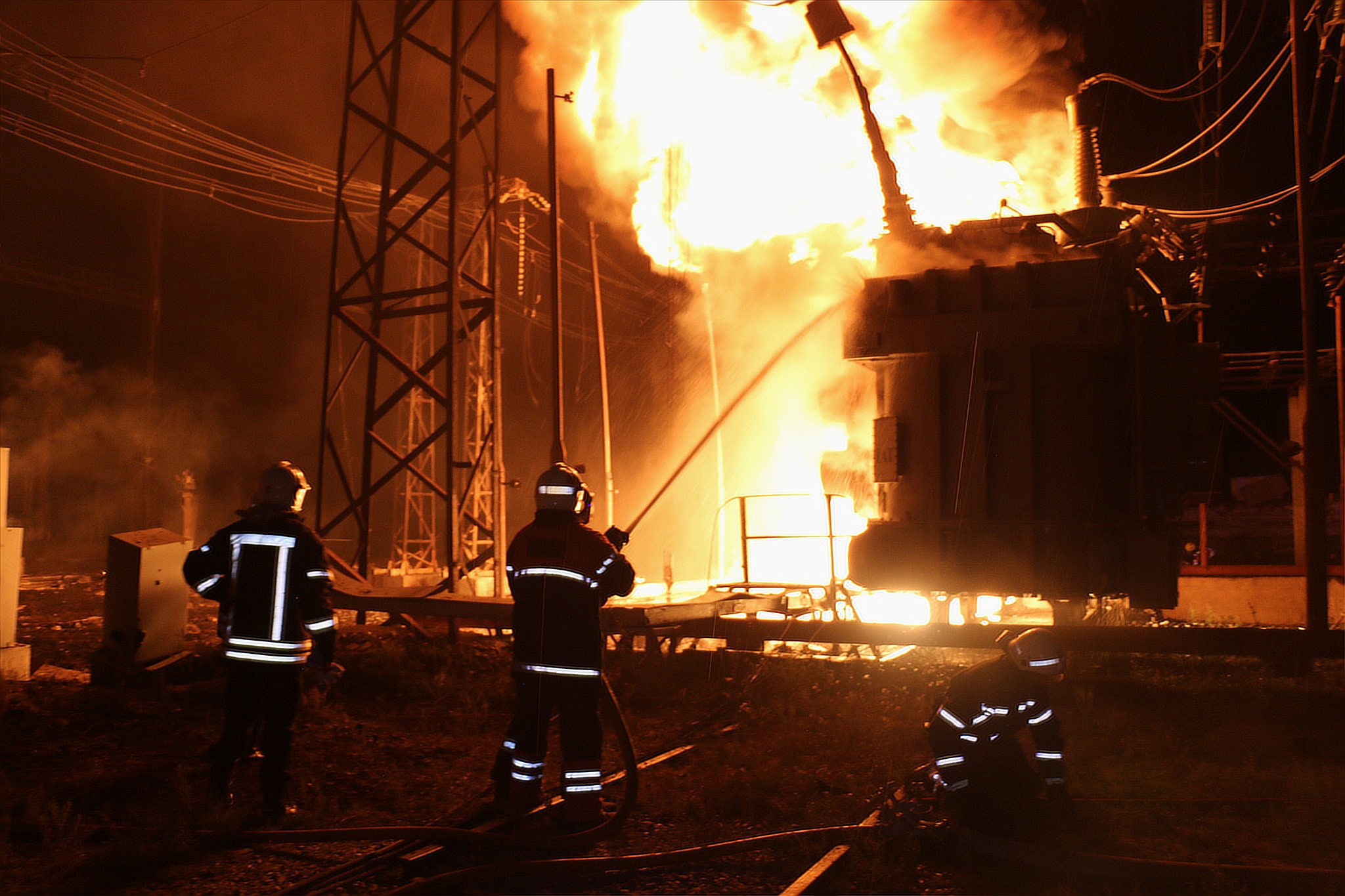
Электростанция после обстрела 11 сентября 2022

В результате осеннего контрнаступления украинских войск на востоке Украины, российские войска почти без боёв покинули северную часть Харьковской области. Фронт был отодвинут от Харькова и стал проходить по реке Оскол и российско-украинской границе.
В ответ на украинское контрнаступление российские войска обстреляли Харьковскую ТЭЦ-5, Змиёвскую ТЭС и три подстанции высокого напряжения, вызвав перебои в электро- и водоснабжении в 5 областях.

## Последовавшие обстрелы

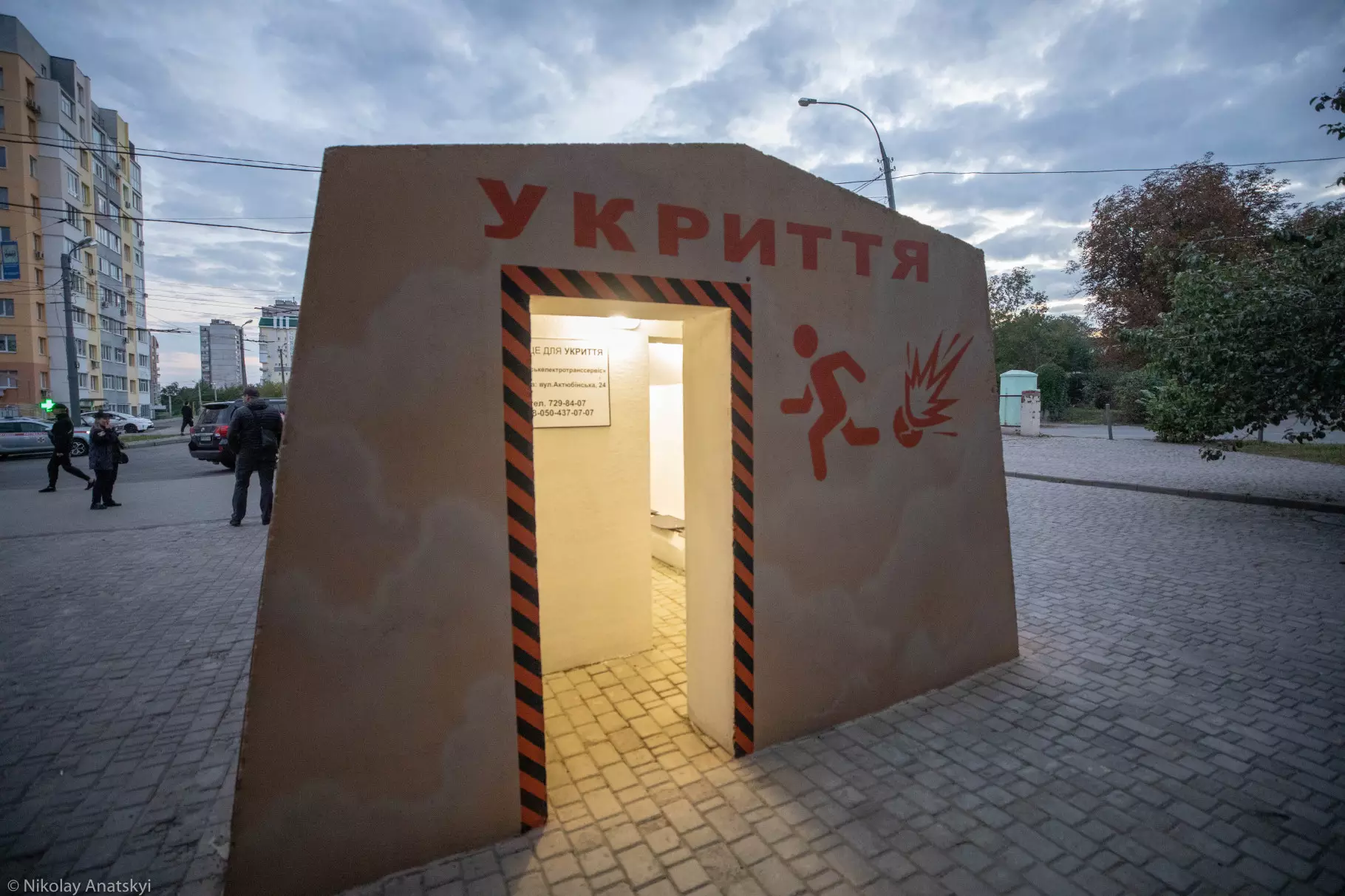
Укрытие от обстрелов, установленное в Харькове около остановки общественного транспорта в августе 2022 года. Может укрыть около 30 человек

### 2023 год

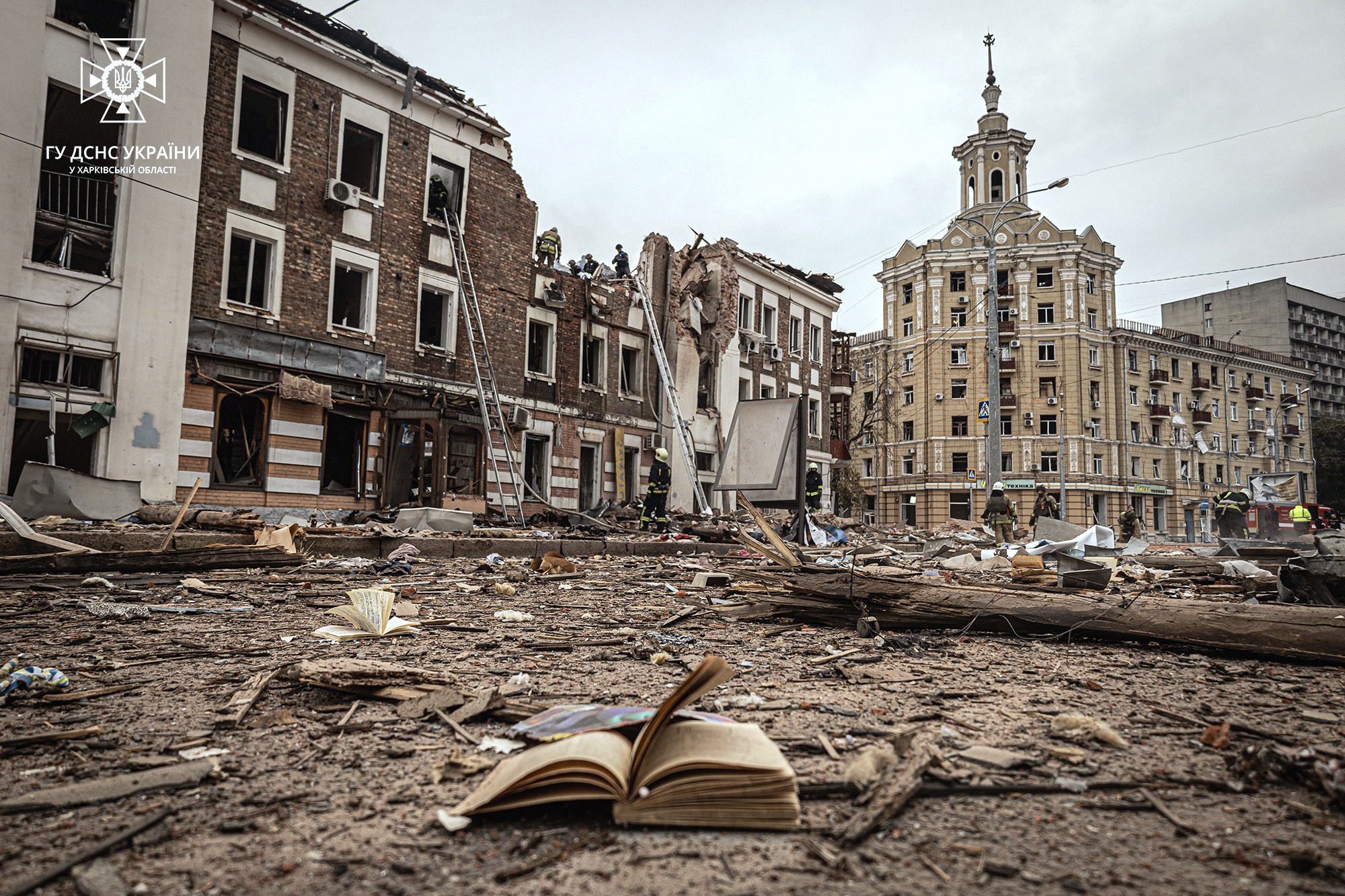
Разрушения в центре города от удара 6 октября 2023

29 января российская ракета попала в многоквартирный дом в Киевском районе в центре города, погиб один человек, трое пострадали.
5 февраля от ракетного удара, пришедшегося по зданию Харьковского национального университета городского хозяйства и по жилому дому, пострадали 5 человек.
В ночь на 6 октября ракетным ударом по центру Харькова были повреждены два жилых дома и ещё одно трёхэтажное здание. Погиб 10-летний мальчик и его бабушка, пострадали 30 человек.

### 2024 год

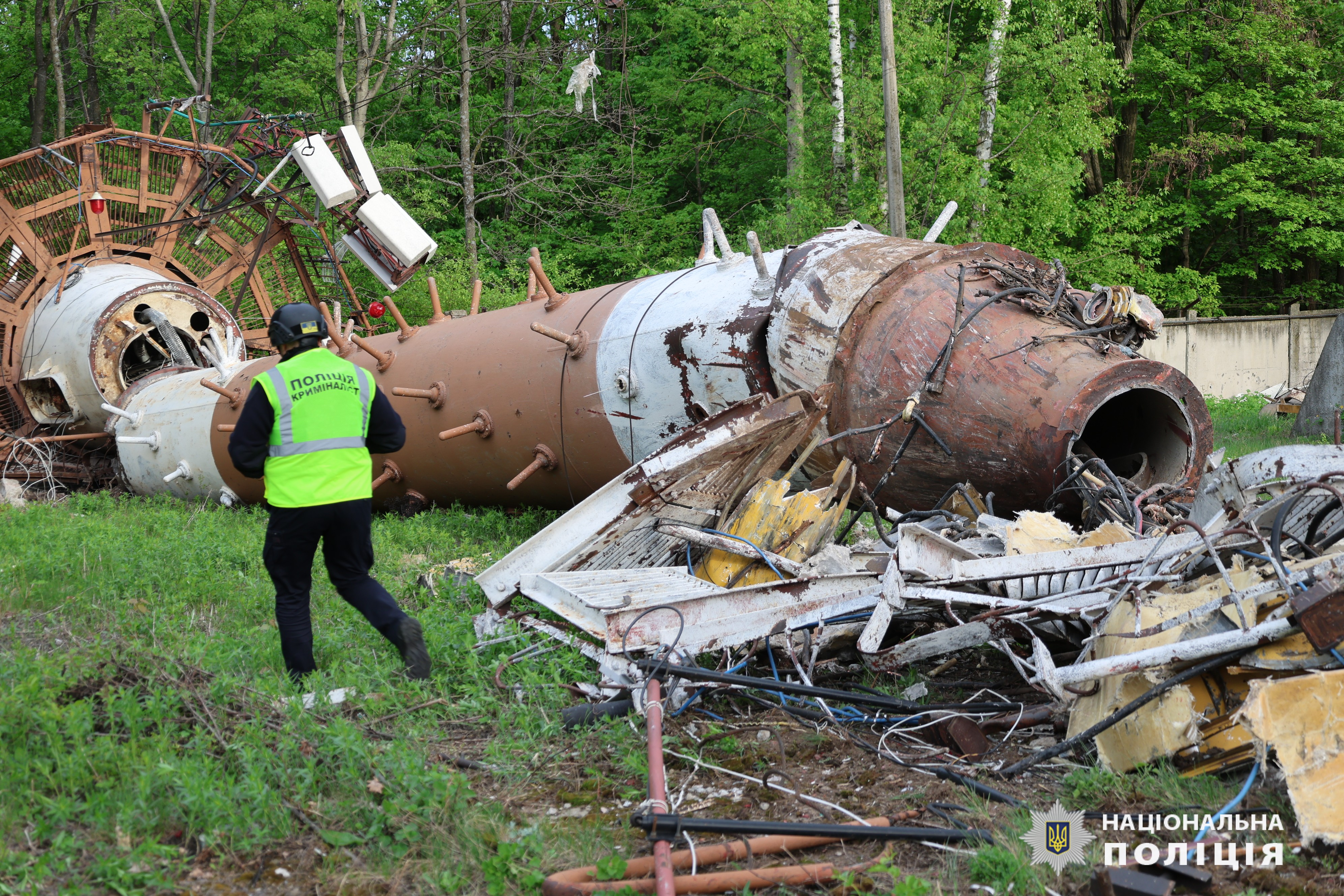
Обломок Харьковской телебашни

Весной 2024 года обстрелы Харькова стали ежедневными. 1 апреля мэр города Игорь Терехов сообщил об уничтожении обстрелами почти всей государственной и частной энергетической инфраструктуры Харькова. 17 апреля он же заявил, что если конгресс США не примет новый пакет военной помощи Украине, город рискует стать «вторым Алеппо». По данным «Медузы», к этому времени Харьков стал одной из главных целей российской армии, но сил на его захват у неё нет, и признаков подготовки крупного наступления на него не наблюдается.
6 апреля 2024 года в результате удара беспилотниками и ракетами в Харькове, по данным местных властей, погибли 7 человек. 22 апреля российским ударом была частично разрушена Харьковская телебашня. В ночь на 27 апреля был нанесён ракетный удар по территории областной психиатрической больницы (ракеты попали в землю между корпусами; ранена одна пациентка).

## Оценки

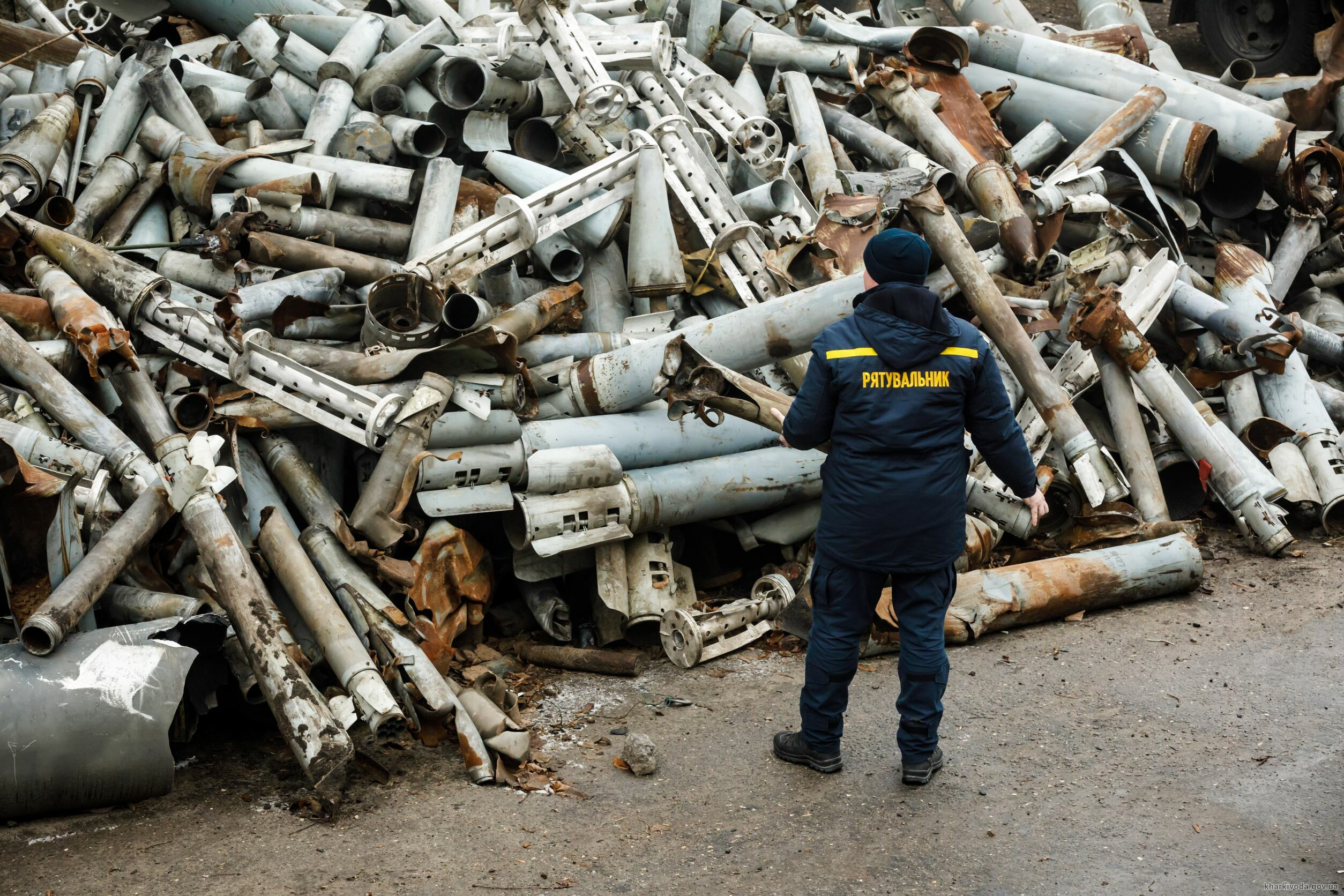
Остатки выпущенных по Харькову ракет

Советник Офиса президента Украины Алексей Арестович назвал бои «Сталинградом XXI века».
Американский аналитический центр Институт по изучению войны в опубликованном 13 мая отчёте отмечал, что Украина, похоже, выиграла битву за Харьков, но попытки украинских войск нарушить пути коммуникаций российской группировки в Изюме вряд ли стали бы успешными в ближайшее время.
21 мая израильский военный эксперт Давид Гендельман в материале Би-би-си объяснил провал наступления российских войск:

Российская армия после чеченских войн в основном ставила перед собой задачу подготовки к краткосрочным войнам. Типа той, что была в Грузии в 2008 году. За пять дней — раз, и в дамки. Когда здесь это не получилось и кампания стала затяжной, мы увидели, что те подготовительные мероприятия в российской армии и организационно-штатная структура, все эти части постоянной готовности, 168 батальонно-тактических групп, это всё подходило для краткосрочной кампании.
В ходе долговременной кампании вскрылись все традиционно присущие российской армии проблемы — как с логистикой, так и со связью, разведкой и взаимодействием. Расчёт был на краткосрочную кампанию, при которой все эти проблемы — в частности, с логистикой — просто не успели бы возникнуть.

Наступление же украинских войск в районе Харькова Гендельман объяснил тактическим ходом российской армии: «Они просто выводят свои части оттуда». По его словам, на харьковском направлении была и так небольшая группировка — до пяти батальонно-тактических групп. Гендельман объяснял отвод российских войск стремлением сократить фронт, заметив, что они слишком далеко отходить не будут, поскольку это будет угрожать правому флангу изюмской группировки. Гендельман также отмечал, что «на некоторых участках продвижение российских войск небольшое, медленное, а на некоторых участках продвижения нет».
По данным The Guardian, в конце июня украинские войска в районе Харькова испытывали недостаток в вооружениях: «Украина имеет одно артиллерийское орудие на 15 российских орудий». По заявлениям очевидцев, каждую ночь в Харькове можно было услышать артиллерийскую стрельбу.